# Helfrid Jordan
Helfrid Jordan, nata Carlson (1902 – 1985), è stata una scrittrice svedese, moglie dell'artista svedese Olaf Jordan.

## Opere
- Den gamla klockan: berättelser i skumtimmen, 1961
- Viprödslebönderna, 1964
- Min kusin i Prag, 1976
- Jussi, 1978
- Röster i Östergötland: en antologi av Göran Hassler, 1998